# Michael Schmid (narciarz)
Michael ”Mike” Schmid (ur. 18 marca 1984 we Frutigen) – szwajcarski narciarz, specjalista narciarstwa dowolnego. Jego największym sukcesem jest złoty medal w skicrossie wywalczony podczas igrzysk olimpijskich w Vancouver. Na mistrzostwach świata najlepszy wynik uzyskał podczas mistrzostw w Ruka, gdzie zajął 6. miejsce w skicrossie. Najlepsze wyniki w Pucharze Świata osiągnął w sezonie 2009/2010, kiedy to zajął 2. miejsce w klasyfikacji generalnej, a w klasyfikacji skicrossu wywalczył małą kryształową kulę.

## Osiągnięcia

### Igrzyska olimpijskie
| Miejsce | Dzień     | Rok  | Miejscowość | Konkurencja | Zwycięzca             |
| ------- | --------- | ---- | ----------- | ----------- | --------------------- |
| 1.      | 21 lutego | 2010 | Vancouver   | Skicross    | -                     |
| 32.     | 20 lutego | 2014 | Soczi       | Skicross    | Jean Frédéric Chapuis |

### Mistrzostwa świata
| Miejsce | Dzień    | Rok  | Miejscowość          | Konkurencja | Zwycięzca    |
| ------- | -------- | ---- | -------------------- | ----------- | ------------ |
| 6.      | 18 marca | 2005 | Ruka                 | Skicross    | Tomáš Kraus  |
| 10.     | 6 marca  | 2007 | Madonna di Campiglio | Skicross    | Tomáš Kraus  |
| 15.     | 2 marca  | 2009 | Inawashiro           | Skicross    | Andreas Matt |

#### Miejsca w klasyfikacji generalnej
- sezon 2004/2005: 56.
- sezon 2005/2006: 12.
- sezon 2006/2007: 29.
- sezon 2007/2008: 29.
- sezon 2008/2009: 24.
- sezon 2009/2010: 2.
- sezon 2011/2012: 97.
- sezon 2013/2014: 159.

#### Zwycięstwa w zawodach
1. St. Johann in Tirol – 5 stycznia 2009 (skicross)
2. San Candido – 21 grudnia 2009 (skicross)
3. San Candido – 22 grudnia 2009 (skicross)
4. Branäs – 6 marca 2010 (skicross)
5. Hasliberg – 14 marca 2010 (skicross)
6. Sierra Nevada – 20 marca 2010 (skicross)

#### Pozostałe miejsca na podium w zawodach
1. Kreischberg – 20 stycznia 2006 (skicross) – 2. miejsce
2. Inawashiro – 16 lutego 2007 (skicross) – 3. miejsce
3. Kreischberg – 20 stycznia 2008 (skicross) – 2. miejsce
4. Deer Valley – 2 lutego 2008 (skicross) – 3. miejsce
5. Branäs – 24 lutego 2009 (skicross) – 3. miejsce
6. Grindelwald – 12 marca 2010 (skicross) – 2. miejsce
7. Kreischberg – 25 stycznia 2014 (skicross) – 3. miejsce

- W sumie (6 zwycięstw, 3 drugie i 4 trzecie miejsca).